# Блекота
Блекота́ (Hyoscyamus) — рід родини пасльонових. Рослина отруйна, може також використовуватися як лікарська.

## Опис
Багаторічні, дворічні чи однорічні, часто залозисто волохаті трави з перисто-розсіченими, рідше цілісними листками. Квітки в обліснених завійках, які до часу плодоношення подовжуються, і стають китице- або колосоподібними. Чашечка дзвоникоподібна, п'ятизубчаста, біля плодів трохи розростається і дерев'яніє. Віночок лійкоподібний, з п'ятилопатевим відгином і тупими лопатями. Плід — двогнізда глечикоподібна коробочка, що розкривається кришечкою.

## Поширення

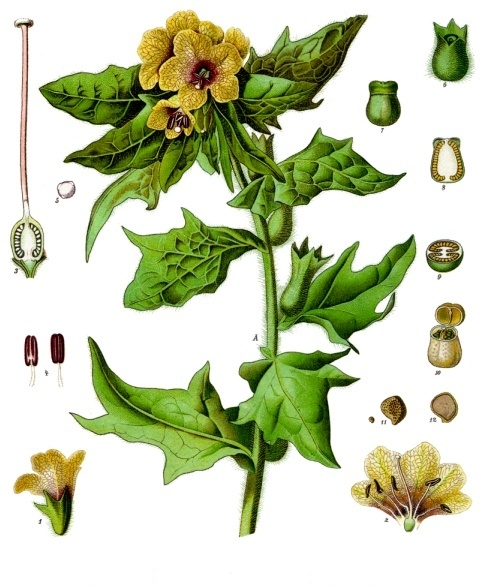
Блекота чорна

Відомо понад 30 видів, поширених на більшій частині Євразії й північній частині Африки; деякі види завезені на Британські острови, в Австралію й США. В Україні 2 види:
- Блекота чорна (Hyoscyamus niger) — залозисто-волохата рослина з майже неправильними, сидячими квітками. Віночок брудно-жовтуватий, вкритий сіткою фіолетових жилок. Росте по засмічених органічними рештками місцях, отруйна (містить алкалоїд гіосціамін та ін.). Часті випадки отруєння дітей і рогатої худоби. Блекота використовується в медицині.
  - Блекота чеська (Hyoscyamus bohemicus) — трапляється зрідка в Лісостепу (на півдні) і в степу як бур'ян у посівах — вважається частиною (синонімом) блекоти чорної
- Блекота біла (Hyoscyamus albus) — відрізняється від попереднього виду відсутністю жилок на віночку. Зустрічається зрідка в степу. Отруйна.

Інші види:
- Hyoscyamus afghanicus Pojark.
- Hyoscyamus arachnoideus Pojark.
- Hyoscyamus aureus L.
- Hyoscyamus bornmuelleri Khat.
- Hyoscyamus boveanus L.
- Hyoscyamus coelesyriacus Bornm.
- Hyoscyamus desertorum L.
- Hyoscyamus flaccidus C.Wright
- Hyoscyamus gallagheri A.G.Mill. & Biagi
- Hyoscyamus grandiflorus Franch.
- Hyoscyamus insanus Stocks
- Hyoscyamus kotschyanus Pojark.
- Hyoscyamus kurdicus Bornm.
- Hyoscyamus leptocalyx Stapf
- Hyoscyamus leucanthera Bornm. & Gauba
- Hyoscyamus longipedunculatus C.C.Towns.
- Hyoscyamus malekianus Parsa
- Hyoscyamus multicaulis Rech.f. & Edelb.
- Hyoscyamus muticus L.
- Hyoscyamus nutans Schönb.-Tem.
- Hyoscyamus orthocarpus Schönb.-Tem.
- Hyoscyamus pojarkovae Schönb.-Tem.
- Hyoscyamus pusillus L.
- Hyoscyamus reticulatus L.
- Hyoscyamus rosularis Schönb.-Tem.
- Hyoscyamus senecionis Willd.
- Hyoscyamus squarrosus Griff.
- Hyoscyamus tenuicaulis Schönb.-Tem.
- Hyoscyamus tibesticus Maire
- Hyoscyamus turcomanicus Pojark.